# Melanephia melanophaes
Melanephia melanophaes là một loài bướm đêm trong họ Noctuidae.